# Deluxe Radio
Deluxe Radio ist ein privater Hörfunksender mit Sitz in Landshut. Er bezeichnet sich als der erste und einzige Hörfunksender, der Popmusik rund um die Uhr, nonstop und ohne Moderation sendet. Finanziert wird der Sender aus Werbung und zum Teil über die Mutterfirma Just Music Fernsehbetriebs GmbH. Er richtet sich an die Zielgruppe der 25- bis 54-jährigen Radiohörer.

## Empfang und Webradios
Deluxe Radio war bis ca. 2011 in München im Kabelnetz (Kabel Deutschland) zu empfangen. Deluxe Radio und der Schwestersender Deluxe Lounge Radio außerdem als Livestreams, einige Programme auch zu bestimmten Sendezeiten als Video-Channel. Per Smartphone-Apps sind sieben Sparten-Hörfunkprogramme und das Fernsehprogramm empfangbar, die meisten kostenpflichtig.

## Geschichte
Deluxe Radio wurde im Jahre 2001 in München von der Deluxe Television GmbH gegründet. Das Programm ging konzeptionell aus dem bis 2001 in München auf UKW verbreiteten Hörfunkprogramm Relax FM hervor und übernahm damals die Kabel- und DAB-Frequenzen von Relax FM im Raum München. Seit der Internationalen Funkausstellung (IFA) 2005 wurde über Satellit ausgestrahlt. Ableger sind der Fernsehsender Deluxe Music und Deluxe Lounge Radio. Der Schwestersender Deluxe Lounge Radio wurde 2007 gestartet und soll mit einem Loungeformat die Zielgruppe der 29- und 59-Jährigen erreichen. Gespielt wird nach Angaben des Senders „neben genrespezifischen Downbeats auch Ambient, Trip Hop sowie ruhigere Varianten des House, wie auch New Jazz und Easy Listening.“
Radio Deluxe war zeitweise lokal (München, kurzzeitig auch Berlin) über Digital Audio Broadcasting sowie über Kabel im Raum München empfangbar und kann weltweit über das Internet gehört werden. Die beiden Hörfunksender Deluxe Radio und Deluxe Lounge Radio wurden unter anderem seit September 2005 in digitaler CD-Qualität unverschlüsselt über den Satelliten Astra 19,2° Ost ausgestrahlt. Das Signal wurde im Januar 2011 auf der Frequenz 12.246 V (SR 27500, FEC 3/4) abgeschaltet. Damit wurde auch die Verbreitung über Kabel eingestellt.
Seit 2011 ist Deluxe Radio ein reines Multichannel-Webradioangebot. Über Satellit und Kabelnetze ist nur noch das TV-Programm empfangbar.